# إعادة التعليم من خلال العمل

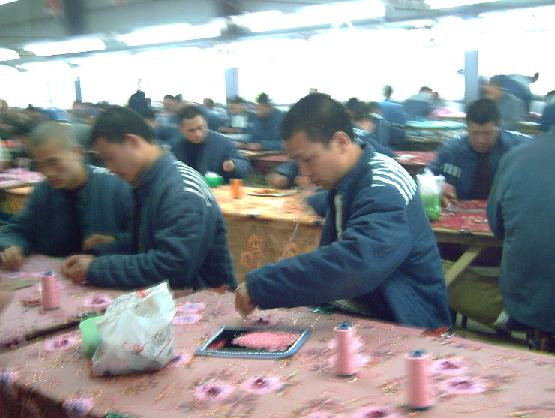
صورة تشير الى عمال صينيين

إعادة التعليم من خلال العمل (بالصينية المبسطة: 劳动教养؛ بالصينية التقليدية: 勞動教養)، كان نظامًا للاحتجاز الإداري في البر الرئيسي للصين. واستُخدم النظام الذي نشط منذ عام 1957 حتى عام 2013 لاحتجاز الأشخاص المتهمين بارتكاب جرائم بسيطة مثل السرقة البسيطة والدعارة والاتجار بالمخدرات غير المشروعة، بالإضافة إلى المنشقين السياسيين ومقدمي الالتماسات وأتباع نظام فالون غونغ الروحي. وجرى فصل هذا النظام عن نظام لاوغاي الأكبر لمعسكرات العمل في السجون.
كانت مدة الأحكام بموجب إعادة التعليم من خلال العمل تمتد عادة من سنة إلى ثلاث سنوات، مع إمكانية التمديد لمدة سنة إضافية. وقد جرى إصدارها كشكل من أشكال العقوبة الإدارية من قبل الشرطة، وليس النظام القضائي. وأثناء التواجد في السجن كان المعتقلون يخضعون في كثير من الأحيان لشكل من أشكال التثقيف السياسي. وتتراوح تقديرات عدد المحتجزين في أي سنة من 190.000 حتى مليوني شخص. وفي عام 2013 كان هناك ما يقرب من 350 مخيمًا قيد التشغيل.
في 28 ديسمبر عام 2013 ألغت اللجنة الدائمة للمجلس الوطني لنواب الشعب الصيني نظام إعادة التعليم من خلال العمل وجرى إطلاق سراح المعتقلين. ومع ذلك زعمت جماعات حقوق الإنسان أن أشكالًا أخرى من الاحتجاز خارج نطاق القضاء قد حلت محلها، حيث جرت إعادة تسمية بعض معسكرات إعادة التعليم السابقة بمراكز إعادة تأهيل مدمني المخدرات.
في عام 2014 تأسست هيئات إعادة التعليم في شينجيانغ (سنجان) واستُخدمت لاستهداف شريحة أوسع من الأشخاص المتهمين بارتكاب جرائم بسيطة والانشقاق السياسي. وبحلول عام 2017 أصبحت ما يُعرف بمعسكرات الاعتقال الضخمة في شينجيانغ، والتي تضم ما بين مليون حتى ثلاثة ملايين شخص واستخدم فيها العمل القسري، وجرى الاعتراف بها الآن كمعسكرات لإعادة التعليم من قبل العديد من الدول والمنظمات الحكومية الدولية مثل الأمم المتحدة والاتحاد الأوروبي وجماعات حقوق الإنسان.
وبحلول أكتوبر عام 2019 جرى إطلاق سراح جميع «الطلاب» المحتجزين في هذه المعسكرات أو «مراكز التعليم والتدريب المهني» وأغلقت هذه المعسكرات.

## إعادة التعليم من خلال العمل ونظام العقوبات الصيني
تستخدم جمهورية الصين الشعبية عدة أشكال من الإصلاح للأشخاص الذين يجري القبض عليهم، وكانت إعادة التعليم من خلال العمل إحدى هذه الأشكال. وتصنف مؤسسة أبحاث لاوغاي إعادة التعليم من خلال العمل كعنصر فرعي تحت مظلة نظام العدالة الجنائية لاوغاي («الإصلاح من خلال العمل»)، والذي يشير عمومًا إلى السجون ومزارع السجون ومعسكرات الأشغال للمجرمين المدانين. ومن ناحية أخرى تشير إعادة التعليم من خلال العمل إلى احتجاز الأشخاص الذين لا يعتبرون مجرمين ولكن من ارتكبوا جرائم بسيطة فقط. ويُحتجز الأشخاص بموجب إعادة التعليم من خلال العمل في مرافق منفصلة عن نظام السجون العام؛ علاوة على ذلك فإن المحتجزين في مرافق إعادة التعليم هذه يحصلون على راتب صغير، وهو ما لا يحصل عليه محتجزو لاوغاي، ومن الناحية النظرية لديهم ساعات عمل أقصر. ونظام لاوغاي أكبر بكثير من نظام إعادة التعليم من خلال العمل، حيث حددت مؤسسة أبحاث لاوغاي 1045 معسكرًا يتبعون نظام لاوغاي في عام 2006 (مقارنة بنحو 346 مركزًا لإعادة التعليم). لكن كلا النظامين يتضمنان العمل الجزائي وغالبًا لا يسمحان بالمحاكمات أو جلسات الاستماع القضائية. وجرى استبدال مصطلح «الإصلاح من خلال العمل» أو لاوغاي رسميًا بكلمة «السجن» في عام 1994، وجرى إلغاء مصطلح «مركز إعادة التعليم» أو láojiàosuǒ (劳教所)، وبدأ استخدام مصطلح «مركز إصلاحي» عام 2007.
تشمل المكونات الأخرى لنظام السجون مراكز احتجاز الأفراد الذين ينتظرون الحكم أو الإعدام، ومعسكرات احتجاز الأحداث للأفراد الذين تقل أعمارهم عن الحد الأدنى للسن (والذي يختلف عبر السنين، وقد يكون حاليًا أقل من 14 عامًا). وكان النظام يتضمن في السابق عناصر مثل الاحتجاز والإعادة إلى الوطن للأفراد الذين ليس لديهم تصريح إقامة؛ و«التوظيف القسري»، وهو ما انحسرت ممارسته منذ تسعينيات القرن العشرين؛ وتضمن النظام أيضًا «المأوى والتحقيق» نظام احتجاز الأفراد قيد التحقيق القانوني، والذي جرى إلغاؤه عام 1996. وتصنف مؤسسة أبحاث لاوغاي أيضًا مرافق الطب النفسي أو أنكانغ كشكل من أشكال احتجاز المعارضين السياسيين، على الرغم من عدم الاعتراف بها رسميًا كجزء من نظام عقوبات لاوغاي.

## التاريخ
كانت المؤسسات المشابهة لإعادة التعليم من خلال مرافق العمل موجودة في أوائل الخمسينيات من القرن العشرين، ولكنها كانت تسمى «مدارس الحياة الجديدة» أو «معسكرات المتبطلين»، على الرغم من أنها لم تصبح رسمية حتى بدأت الحملات المناهضة لليمين في عامي 1957 و1958. وأشار تقرير صادر عن منظمة حقوق الإنسان في الصين (إتش أر أي سي) إلى أن الحزب الشيوعي الصيني استخدم إعادة التعليم من خلال العمل لأول مرة في عام 1955 لمعاقبة مناهضي الثورة، وفي عام 1957 اعتُمد رسميًا كقانون ليجري تنفيذه من قبل وزارة الأمن العام. وسمح القانون للشرطة بالحكم على كل من المدانين بجرائم بسيطة و«المناهضين للثورة» أو «العناصر المناهضة للاشتراكية» بالسجن في معسكرات العمل دون الحق في جلسة استماع قضائية أو محاكمة، ولم يسمح بالمراجعة القضائية للشرطة إلى ما بعد تنفيذ العقوبة. في البداية لم تكن هناك حدود للمدة التي يمكن أن يحكم فيها على المعتقلين، ولم تكن قد حددت عقوبة قصوى مدتها أربع سنوات حتى عام 1979 (عقوبة ثلاث سنوات بالإضافة إلى تمديد لمدة عام واحد). وفي عام 1983 انتقلت إدارة وتنفيذ نظام إعادة التعليم من خلال العمل من وزارة الأمن العام إلى وزارة العدل.
عندما حُظرت ممارسات فالون غونغ الروحية في بر الصين الرئيسي في عام 1999، أصبحت إعادة التعليم من خلال العمل عقوبة شائعة لممارسيها. وتدعي بعض جماعات حقوق الإنسان أن ما يصل إلى 10.000 من أعضاء الفالون غونغ قد احتجزوا في الفترة ما بين عامي 1999 و2002، مع ما يصل إلى 5.000 معتقل في عام 2001.
تشير التقديرات الأحدث إلى أن مئات الآلاف من أتباع الفالون غونغ مسجونون في الصين، مع بعض المصادر التي تقدر أن عددهم يصل إلى نصف عدد محتجزي إعادة التعليم الرسمي. وفي بعض معسكرات العمل يشكل أتباع الفالون غونغ أغلبية المحتجزين.
وكانت هناك دعوات عديدة لإصلاح النظام أو استبداله. وفي أوائل عام 1997 دعا فريق الأمم المتحدة العامل المعني بالاحتجاز التعسفي (دبليو جي إيه دي) الصين إلى السماح بالرقابة القضائية على الاعتقالات؛ وفي عام 2000 أوصت لجنة الأمم المتحدة لمناهضة التعذيب بمنع جميع أشكال الاحتجاز الإداري، بما في ذلك إعادة التعليم من خلال إلغاء العمل؛ وفي عام 2004 دعا فريق الأمم المتحدة العامل المعني بالاحتجاز التعسفي لإرساء الحقوق في الإجراءات القانونية الواجبة والحصول على الاستشارة للأفراد المحتجزين؛ وفي عام 2005 دعا المقرر الخاص المعني بالتعذيب إلى الإلغاء التام لإعادة التعليم من خلال العمل. وقد أثارت وفاة اثنين من السجناء البارزين في ربيع عام 2003 العديد من الدعوات داخل الصين لإصلاح النظام، لكن الإصلاح لم يحدث على الفور، على الرغم من أن صحيفة تشاينا ديلي ذكرت أن هناك «إجماعًا عامًا» على أن الإصلاح ضروري. وفي مارس عام 2007 أعلنت الحكومة الصينية أنها ستلغي نظام إعادة التعليم من خلال العمل وتضع محله مجموعة من القوانين الأكثر تساهلًا. ووفقا للاقتراح يجري تخفيض العقوبة القصوى من أربع سنوات إلى 18 شهرًا؛ وتعاد تسمية مراكز إعادة التعليم «بمراكز الإصلاح» وتُزال أسوارها وبواباتها. وبعد شهر أصدرت بلدية تشونغتشينغ قانونًا يسمح للمحامين بتقديم الاستشارة القانونية في قضايا إعادة التعليم من خلال العمل.